# Iona nigrovittata
Iona nigrovittata är en spindelart som först beskrevs av Eugen von Keyserling 1882.  Iona nigrovittata ingår i släktet Iona och familjen hoppspindlar. Inga underarter finns listade i Catalogue of Life.